# Babka Tower
Babka Tower — небоскрёб в Варшаве, Польша. Высота здания составляет 105 метров, оно является первым жилым зданием города, высота которого превысила отметку 100 метров, и является вторым по высоте жилым зданием Варшавы. В доме 28 этажей, из которых 25 надземных и 3 подземных. Строительство было завершено в 2000 году.
Дом расположен на площади Бабка, от которой и происходит название.